# 池田美代子
池田 美代子（いけだ みよこ、1963年9月17日 - ）は、日本の児童文学作家。大阪府出身。日本児童文学者協会の創作教室で小説を学び、2001年にデビューする。創作集団プロミネンス会員。
体調不良につき、『妖界ナビ・ルナ』シリーズのII期が出版中断になったことが発表されたが、その後、青い鳥文庫から復帰することが発表された。さらに『摩訶不思議ネコ・ムスビ』シリーズも再開されたが、『まひるの怪奇モノがたり』シリーズは続刊が出ていない。

## 作品
- 『占い魔女は消えた』　2001年12月 （岩崎書店）ISBN 9784265041510
- 『呪われた鏡』　2003年7月 （岩崎書店）ISBN 9784265041541
- 『フラメモアイなオオバラ』（小学館） 2008年7月 ISBN 978-4-09-289714-4
- 『炎（ほ）たる沼』（講談社） 2010年4月 ISBN 978-4-06-216162-6
- 『自鳴琴（オルゴール）』（光文社） 2011年3月 ISBN 978-4-334-92751-6

妖界ナビ・ルナシリーズ
I期（岩崎書店/フォア文庫）
- 『解かれた封印』1　2004年3月 ISBN 978426506352-9
- 『人魚のすむ町』2　2004年9月 ISBN 9784265063550
- 『黒い森の迷路』3　2004年11月 ISBN 9784265063567
- 『火をふく魔物』4　2005年3月 ISBN 9784265063598
- 『光と影の戦い』5　2005年9月 ISBN 9784265063635
- 『赤い花の精霊』6　2005年11月 ISBN 9784265063659
- 『青き龍の秘宝』7　2006年3月 ISBN 9784265063697
- 『白銀に光る剣』8　2006年6月 ISBN 9784265063741
- 『なぞの黒い杖』9　2006年9月 ISBN 9784265063765
- 『黄金に輝く月』10　2007年1月 ISBN 9784265063796
- 『解かれた封印』愛蔵版1　2007年2月 ISBN 9784265067411
- 『人魚のすむ町』愛蔵版2　2007年2月 ISBN 9784265067428
- 『黒い森の迷路』愛蔵版3　2007年2月 ISBN 9784265067435
- 『火をふく魔物』愛蔵版4　2007年2月 ISBN 9784265067442
- 『光と影の戦い』愛蔵版5　2007年2月 ISBN 9784265067459
- 『赤い花の精霊』愛蔵版6　2007年2月 ISBN 9784265067466
- 『青き龍の秘宝』愛蔵版7　2007年2月 ISBN 9784265067473
- 『白銀に光る剣』愛蔵版8　2007年2月 ISBN 9784265067480
- 『なぞの黒い杖』愛蔵版9　2007年2月 ISBN 9784265067497
- 『黄金に輝く月』愛蔵版10　2007年2月 ISBN 9784265067503

II期（岩崎書店/フォア文庫）
- 『妖界への帰還』1　2007年9月 ISBN 9784265063857
- 『果て遠き旅路』2　2008年3月 ISBN 9784265063918

妖界ナビ・ルナ（フォア文庫版を底本に加筆・修正した新装版）（講談社/青い鳥文庫）
- 『解かれた封印』1　2017年2月 ISBN 9784062855846
- 『人魚のすむ町』2　2017年4月 ISBN 9784062855983
- 『黒い森の迷路』3　2017年6月 ISBN 9784062856263
- 『火をふく魔物』4　2017年9月 ISBN 9784062856539
- 『光と影の戦い』5　2018年1月 ISBN 9784062856744
- 『朱雀・青龍編』6　2018年5月 ISBN 9784065117460
- 『白虎・玄武編』7　2018年9月 ISBN 9784065132210
- 『決戦と決別と……』8　2019年1月 ISBN 9784065143308
- 『妖界への帰還』9　2019年5月 ISBN 9784065161371

新 妖界ナビ・ルナ（『妖界ナビ・ルナ』シリーズの続編）（講談社/青い鳥文庫）
- 『ガラスの指輪』1　2009年6月 ISBN 9784062850971
- 『水底に沈む涙』2　2010年1月 ISBN 9784062851350
- 『星夜に甦る剣』3　2010年7月 ISBN 9784062851640
- 『ひと粒の奇跡』4　2011年3月 ISBN 9784062852036
- 『刻まれた記憶』5　2011年7月 ISBN 9784062852319
- 『瑠璃色の残像』6　2012年1月 ISBN 9784062852708
- 『空と月の幻惑』7　2012年7月 ISBN 9784062852982
- 『宿命の七つ星』8　2013年2月 ISBN 9784062853378
- 『流星の蜃気楼』9　2013年11月 ISBN 9784062853866
- 『天泣の道なり』10　2014年8月 ISBN 9784062854412
- 『伝説の御子へ』11　2015年1月 ISBN 9784062854689

摩訶不思議ネコ・ムスビ シリーズ（講談社/青い鳥文庫）
- 『秘密のオルゴール』1　2007年11月 ISBN 9784061487970
- 『迷宮のマーメイド』2　2008年3月 ISBN 9784062850155
- 『虹の国バビロン』3　2008年7月 ISBN 9784062850391
- 『海辺のラビリンス』4　2008年12月 ISBN 978-4-06-285062-9
- 『幻の谷シャングリラ』5　2009年7月 ISBN 978-4-06-285106-0
- 『太陽と月のしずく』6　2010年4月 ISBN 978-4-06-285147-3
- 『氷と霧の国トゥーレ』7　2010年12月 ISBN 978-4-06-285174-9
- 『白夜のプレリュード』8　2011年11月 ISBN 978-4-06-285261-6
- 『黄金の国エルドラド』9　2012年4月 ISBN 978-4-06-285285-2
- 『砂漠のアトランティス』10　2012年11月 ISBN 978-4-06-285317-0
- 『冥府の国ラグナロータ』11　2013年7月 ISBN 978-4-06-285366-8
- 『遥かなるニキラアイナ』12　2014年5月 ISBN 978-4-06-285425-2

まひるの怪奇モノがたりシリーズ（岩崎書店/フォア文庫）
- まひるの怪奇モノがたり1　2007年7月 ISBN 978-4-26-506384-0 『占い魔女は消えた』を文庫化したもの
- まひるの怪奇モノがたり2　2007年11月 ISBN 978-4-26-506387-1 『呪われた鏡』を文庫化したもの
- まひるの怪奇モノがたり3　2008年6月 ISBN 978-4-26-506394-9

海色のANGELシリーズ（手塚治虫原作『エンゼルの丘』のリメイク）（講談社/青い鳥文庫）
- 『ルーナとノア』1　2015年10月 ISBN 9784062855174
- 『人魚伝説』2　2015年12月 ISBN 9784062855327
- 『秘密』3　2016年4月 ISBN 978-4-06-285547-1
- 『告白』4　2016年7月 ISBN 978-4-06-285566-2
- 『最後の日』5　2016年11月 ISBN 978-4-06-285591-4

劇部ですから! シリーズ（講談社/青い鳥文庫）
- 『文化祭のジンクス』Act.1　2017年6月 ISBN 9784062856171
- 『劇部の逆襲』Act.2　2017年10月 ISBN 9784062856614
- 『恋とマクベス』Act.3　2018年2月 ISBN 9784062856829
- 『魔の稽古合宿』Act.4　2018年8月 ISBN 9784065126639
- 『青北中学演劇部に栄光あれ!』Act.5　2019年3月 ISBN 9784065146804

青い鳥文庫版 小説 美少女戦士セーラームーン（武内直子原作『美少女戦士セーラームーン』のノベライズ）
- 『選ばれた戦士』1　2018年6月 ISBN 9784065119266
- 『月の王国のプリンセス』2　2018年11月 ISBN 9784065137307
- 『聖なる戦い』3　2019年3月 ISBN 9784065150238

エンマ先生の怪談帳シリーズ（講談社/青い鳥文庫）
- 『霊の案件で放課後は大いそがし!』　2019年10月 ISBN 9784065174524
- 『だれもいない卒業式』　2020年2月 ISBN 9784065186367